# 西斯特雷帕河
西斯特雷帕河（烏克蘭語：Західна (Мала) Стрипа）是烏克蘭的河流，位於該國西部，屬於斯特雷帕河的右支流，發源自波利亞內，流經利沃夫州和捷爾諾波爾州，河道全長17公里。